# Pelegrin Tarragon
Pelegrin Tarragon — латвійський надлегкий літак, що виробляється Pelegrin Limited в Адажі, представлений у 2010 році. Літак поставляється укомплектованим і готовим до польоту.

## Дизайн і розробка
Названий на честь трави, Tarragon був розроблений на основі Millennium Master після того, як виробник цієї моделі збанкрутував. Tarragon був розроблений Pelegrin спільно з CFM Air.
Tarragon був розроблений відповідно до стандарту Fédération Aéronautique Internationale щодо мікролегких повітряних суден. Він має консольне низьке розташування крила, закриту кабіну з двома сидіннями в тандемі під навісом- бульбашкою, висувне триколісне шасі та один тягнучий двигун.
Каркас літака Tarragon виготовлений із попередньо заготовлених композитів з вуглецевого волокна. Його крила розміром 7.94 м мають закрилки. Стандартно доступні двигуни: 100 кс EPA Power SA-R917TNi ULM, 100 кс Rotax 912ULS і Rotax 912iS, турбований 115 кс Rotax 914, 135 кс Rotax 915 iS і 130 кс чотиритактний двигун EPA Power SA917Ti Turbo Injection.
В середині 2014 очікувалась Латвійська сертифікація ультралегкого літака.
У 2020 році він встановив неофіційний світовий рекорд швидкості для надлегких літаків — 402 км/год (217 вуз; 250 миля/год).

## Оператори

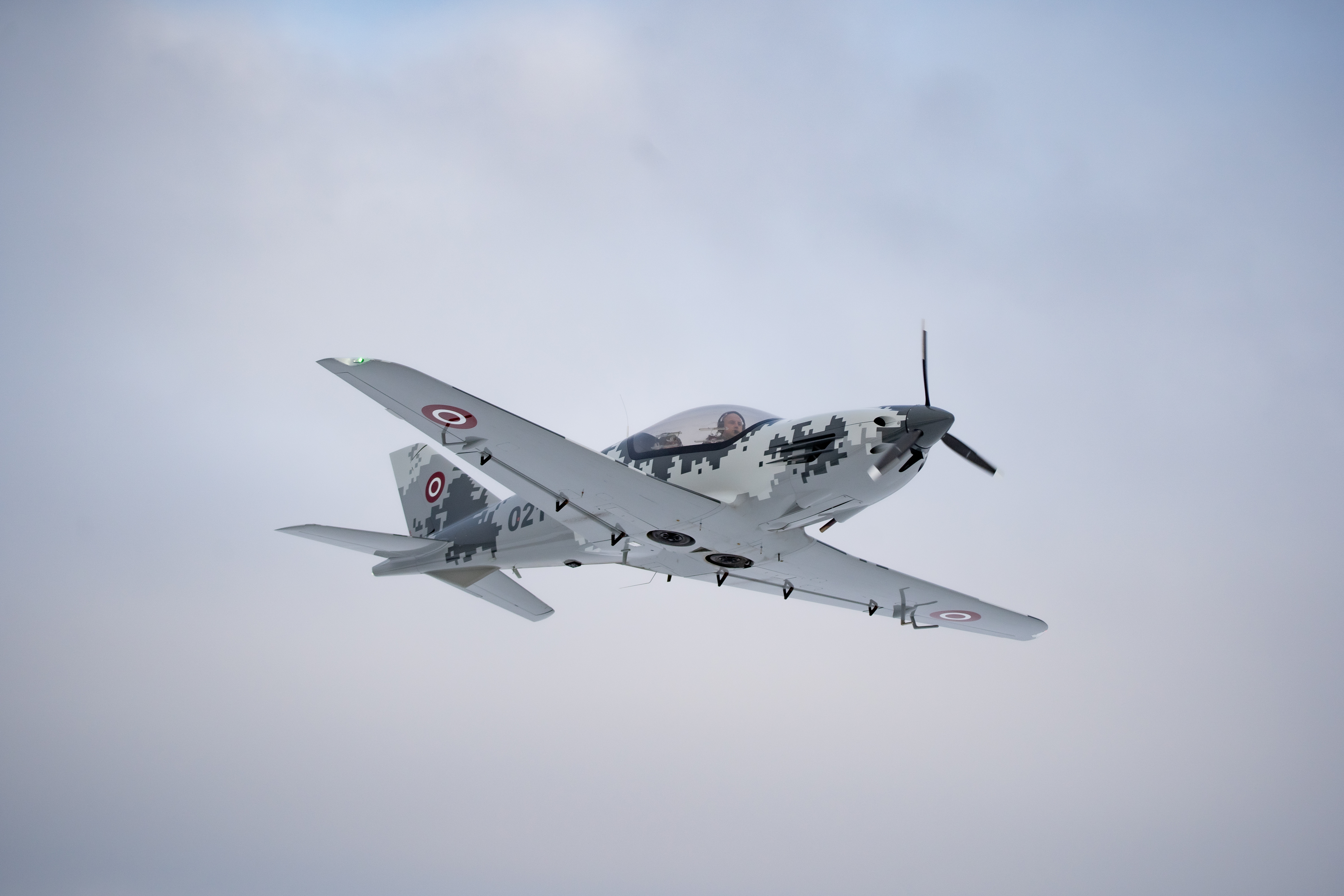
ВПС Латвії Pelegrin Tarragon TR-91

Латвія
- Повітряні сили Латвії — два придбані наприкінці 2022 року для навчання.[5]

## Технічні характеристики (Tarragon)
Загальні характеристики
- Силова установка: 1 × Rotax 912ULS чотири циліндровий, з рідинно-повітряним охолодженням, чотиритактний авіаційний двигун, 75 кВт (101 к. с.)
- Повітряний гвинт: 3-лопатевий пропелер постійної швидкості

Льотні характеристики
- Максимальна швидкість: 310 км/год (193 миля/год; 167 вуз)
- Крейсерська швидкість: 270 км/год (168 миля/год; 146 вуз)
- Швидкість звалювання: 65 км/год (40 миля/год; 35 вуз)
- Максимально допустима швидкість: 370 км/год (230 миля/год; 200 вуз)
- Дальність: 1 300 км (808 миля; 702 морська миля)